# Johannes Geismann
Johannes Geismann (* 12. Oktober 1960 in Mainz) ist ein deutscher Verwaltungsjurist und politischer Beamter im einstweiligen Ruhestand. Von 2018 bis Mitte Dezember 2021 war er Staatssekretär im Bundeskanzleramt und der vorläufig letzte Staatssekretär in der Funktion des Beauftragten für die Nachrichtendienste des Bundes.

## Werdegang
Geismann nahm nach dem Abitur am Quirinus-Gymnasium Neuss und Ableistung des Wehrdienstes das Studium der Rechtswissenschaften an der Universität Bonn auf, das er mit dem ersten Staatsexamen abschloss. Von 1986 bis 1991 folgten das Rechtsreferendariat sowie eine Tätigkeit als wissenschaftlicher Mitarbeiter am Institut für Kirchenrecht der Universität Bonn bei Klaus Schlaich.
Geismann ist seit 1977 Mitglied der CDU. Er ist verheiratet und hat fünf Kinder.

## Laufbahn
In den Jahren 1991 und 1992 war Geismann Referent im Bundesumweltministerium und von 1992 bis 2000 zur CDU/CSU-Bundestagsfraktion abgeordnet. An die Tätigkeit in der Fraktion schloss sich 2000 die Ernennung zum Ersten Beigeordneten und Kämmerer der Stadt Düren an.  Unter seiner Direktion betätigte sich die Stadt Düren an Swap-Geschäften. Durch dieses Spekulationsgeschäft entstand der Stadt Düren bis 2013 ein finanzieller Schaden von 750.000 Euro.
Im Jahre 2007 kehrte Geismann in den Bundesdienst zurück. Im Bundeskanzleramt wurde er zunächst Gruppenleiter 11/IT-Beauftragter und war von 2010 bis 2013 Abteilungsleiter 3. Am 8. Januar 2014 wurde er als Nachfolger von Hans Bernhard Beus zum Staatssekretär im Bundesministerium der Finanzen ernannt; er galt zu der Zeit als Vertrauter von Wolfgang Schäuble. Dort war Geismann für die Zentralabteilung, die Steuerabteilung, die Beteiligungen und die Bundesanstalt für Immobilienaufgaben zuständig. Von 2018 bis Mitte Dezember 2021 war er Beauftragter für die Nachrichtendienste des Bundes sowie Staatssekretär im Bundeskanzleramt und wurde danach als politischer Beamter in den einstweiligen Ruhestand versetzt.